# Cinderella
I Cinderella sono un gruppo heavy metal statunitense formatosi nel 1983 a Filadelfia in Pennsylvania.
Benché classificabile nel filone pop metal e hair metal di fine anni ottanta, il gruppo si distingue per marcate influenze blues rock. Hanno ottenuto 7 dischi di platino assegnati dalla RIAA per i primi tre album in studio e hanno venduto oltre 15 milioni di dischi nel mondo.

## Storia del gruppo

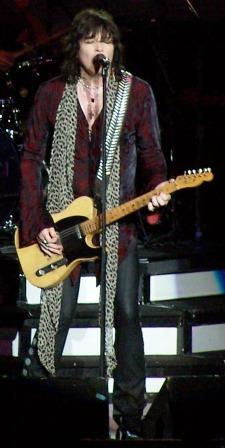
Tom Keifer durante un concerto con i Cinderella al PNC Bank Arts Center di Holmdel, NJ il 6 agosto 2006

### Le origini
La storia dei Cinderella, una delle band simbolo del hair metal e tra le più popolari negli Stati Uniti, ha molto in comune con la fiaba omonima. Tutto inizia nei primi anni ottanta quando due amici di Philadelphia, Tom Keifer (voce, chitarra) ed Eric Brittingham (basso), lasciano i Saints in Hell per dare vita ad una band con l'intenzione di comporre pezzi originali. A questi si uniscono Michael Kelly Smith (chitarra) e Tony Destra (batteria). Il nome del gruppo viene deciso una lunga notte prendendo spunto da un film porno. Alcune fonti diffusero invece la notizia che il nome era quello del gatto di Kelly Smith. Realizzarono le prime demo nel 1983 e 1984, tra le quali erano presenti le prime versioni di alcune tracce poi inserite nel disco di debutto. Per quanto la qualità delle registrazioni sia pessima, queste prime incisioni testimoniano perfettamente quello che erano i Cinderella degli esordi, con sonorità molto più heavy rispetto alle pubblicazioni successive ufficiali.

### La scoperta
Nel 1984 i primigeni Cinderella vennero scoperti da Gene Simmons che li introdusse presso vari discografici, tra cui la PolyGram, ma i produttori nonostante le perorazioni di Gene non vennero convinti dal materiale musicale. Nel 1985 durante un loro show all'Empire Club di Philadelphia sempre con una formazione non ancora definitiva, vengono notati anche da Jon Bon Jovi, entrato per caso a bere un drink. Affascinato dalla personalità e dalla voce di Tom Keifer, consiglia alla band di ritentare con la PolyGram. Anche in questo nuovo tentativo perorato da Jon, la produzione non fu convinta fino in fondo. Tornati alla carica e dopo varie trattative, in seguito ottennero un contratto iniziale di prova per 6 mesi.
(Jon Bon Jovi)
(Tom Keifer)

### Night Songs
Dopo aver firmato con l'etichetta Mercury Records, fu proprio su pressioni di questa che Kelly Smith e Destra vennero invitati a lasciare la band, per poi formare con Dean Davidson nello stesso anno i Britny Fox, altro capitolo importante del hair metal statunitense. Tony Destra, dopo aver iniziato la carriera con i Britny Fox, morì in un incidente stradale nel 1987. Un candidato a sostituire Kelly Smith fu il chitarrista Reggie Wu, poi scartato a favore di Jeff LaBar, proveniente dai White Foxx assieme al batterista Jim Drnec. Reggie Wu venne quindi arruolato da un'altra hair band di Philadelphia, gli Heaven's Edge. I Whitefoxx da cui provenivano Jeff LaBar e Jim Drnec, erano una band che in passato vide tra i suoi membri anche Tony Harnell, poi noto frontman dei norvegesi TNT, Barry Benadetta, per un breve periodo membro dei Waysted, e lo stesso Reggie Wu degli Heaven's Edge.
L'album d'esordio, Night Songs, venne inciso nel 1986 e prodotto da Andy Johns, già collaboratore di Rolling Stones e Led Zeppelin. Durante la realizzazione del disco, Jim Drnc fu sostituito da Jody Cortez (ex-Stone Fury) che registrò tutte le tracce dell'album ed infine arrivò il talentuoso Fred Coury, completando così quella che sarà la formazione definitiva della band. Il famoso logo dei Cinderella venne disegnato da Emily Pember, prima moglie di Tom Keifer e riproposto in tutti i concerti della band.
I Cinderella si posero subito all'attenzione del grande pubblico realizzando un efficace ibrido tra AC/DC e Aerosmith, costellato da cori trascinanti e reminiscenze blues. Grazie a singoli come Nobody's Fool e Somebody Save Me, l'album guadagnerà il doppio disco di platino in 6 mesi, vendendo in media 50 000 copie a settimana solo negli Stati Uniti e scalando la classifica Billboard 200 fino al terzo posto. Il gruppo consolidò il proprio successo facendo da apripista per i Bon Jovi durante lo Slippery When Wet Tour e partecipando al festival Monsters of Rock nel Regno Unito nel 1987.

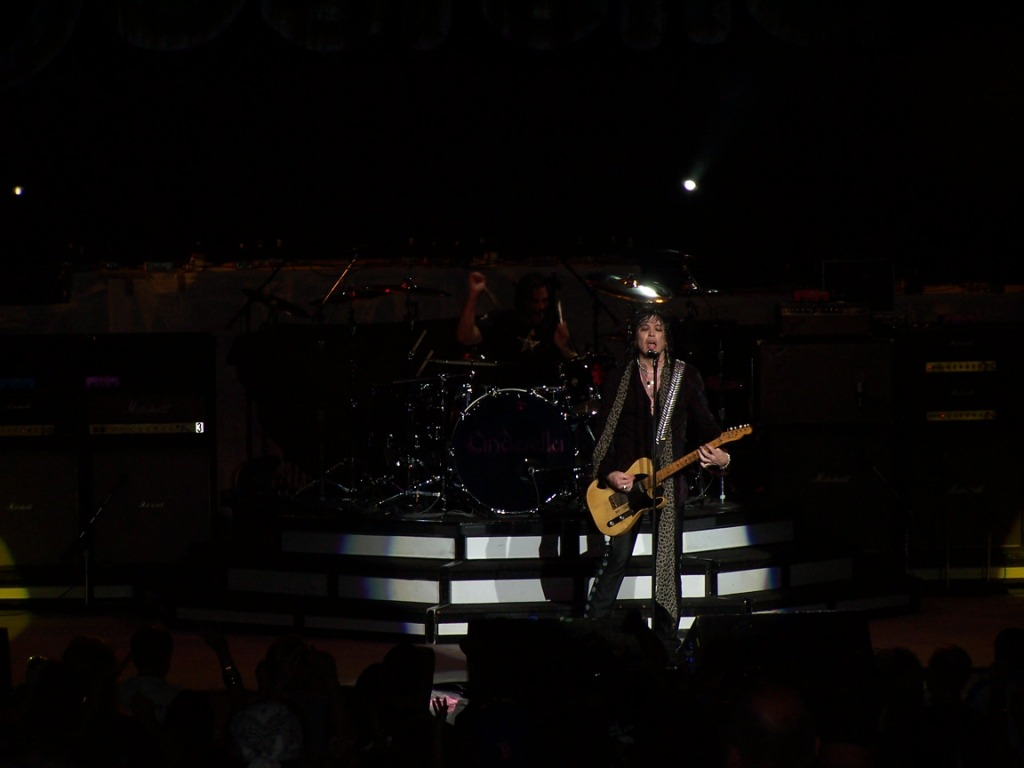
Tom Keifer e Fred Coury durante un concerto dei Cinderella al PNC Bank Arts Center di Holmdel, NJ il 6 agosto 2006

### Long Cold Winter
Nel 1988 venne pubblicato il secondo album Long Cold Winter, anticipato dal singolo Gypsy Road, in cui emerse chiaramente la personalità blues della band. Il disco confermò le vendite del precedente e venne certificato doppio platino già nel novembre 1988. Fu un album di transizione tra i toni pop metal di Night Songs e l'influenza blues rock dei lavori successivi. Tom Keifer cita infatti fra le sue principali influenze Muddy Waters, B.B. King e Steve Marriott degli Humble Pie.
I singoli Don't Know What You Got (Till It's Gone) e Coming Home fecero di quest'album il più grande successo commerciale dei Cinderella, come confermato da un tour mondiale omonimo di ben 254 spettacoli. Nel 1989 i Cinderella partecipano al celebre Moscow Music Peace Festival allo Stadio Lenin di Mosca, in compagnia di Bon Jovi, Scorpions, Ozzy Osbourne e altri.

### Heartbreak Station
L'elemento blues si fece ancora più evidente nel successivo Heartbreak Station con chiari riferimenti al country, ai Rolling Stones e al rhythm and blues. Quella che si ha di fronte è una band completamente diversa rispetto agli esordi anche nell'immagine: basta mettere a confronto la sobria copertina di Heartbreak Station con quella decisamente più appariscente di Night Songs.
La band rispose con una campagna contro il music business con il messaggio "Save Rock n Roll" nel video di Shelter Me. L'album non vendette come i precedenti e diede inizio ad un periodo difficile che culminò con la perdita di Fred Coury verso la fine del 1991, unitosi a Stephen Pearcy (voce dei Ratt) negli Arcade. Coury venne brevemente sostituito da Kevin Valentine, batterista che aveva partecipato a qualche traccia dell'album Revenge dei Kiss nel 1992. Inoltre Tom Keifer iniziò ad avere dei problemi alla voce e dovrà sottoporsi a diversi interventi alle corde vocali. Il tour omonimo, seguente alla pubblicazione dell'album, prevedeva anche una data a Milano ma fu cancellata con tante altre a causa dello scoppio della prima Guerra del Golfo.

### Still Climbing
I problemi interni al gruppo rallentarono l'uscita di Still Climbing, pubblicato nel 1994. L'album è discreto, con sonorità molto vicine a Long Cold Winter, ma passò totalmente inosservato, ottenendo scarso successo in classifica con conseguente licenziamento da parte della casa discografica Mercury.
MTV rifiutò di trasmettere i nuovi video ritenendo i Cinderella una band anni ottanta, ormai fuori moda. Nei primi anni novanta il genere Grunge prese infatti il sopravvento. Le case discografiche persero interesse per le band come i Cinderella, in favore di gruppi di Seattle ad incominciare dai Nirvana. Dopo questo disco, seguito da un breve tour, la band si scioglierà temporaneamente per poi riunirsi con la formazione originale nel 1997.

### La rinascita

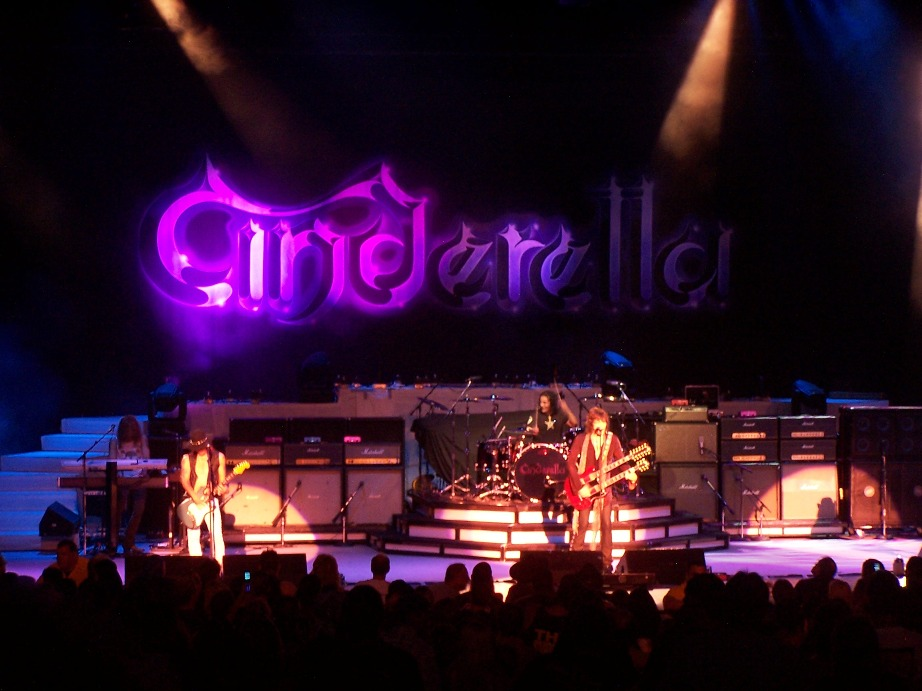
i Cinderella durante un concerto al PNC Bank Arts Center di Holmdel, NJ il 6 agosto 2006

Nel 1997 venne pubblicata una raccolta chiamata Once Upon a... contenente i due inediti War Stories e Move Over (cover di Janis Joplin). Il tour seguente vide la riunione della band ed il ritorno di Fred Coury dietro la batteria. Da un concerto tenuto al Key Club di Hollywood nell'ottobre 1998 venne tratto il disco dal vivo Live at the Key Club. L'album fotografava una band in salute con la voce del leader ritornata ai vecchi fasti.
Intorno al 1999 i Cinderella firmarono un contratto con John Kalodner per la Sony Music. Tuttavia la band venne scaricata dalla casa discografica ancor prima della pubblicazione di un nuovo album. Secondo quanto dichiarato da Tom Keifer in un'intervista rilasciata nell'estate 2000, i demo dell'album erano già pronti ma la Sony si rifiutò di registrarlo. La band avviò un contenzioso legale durato tre anni.
Nel frattempo i Cinderella continuarono regolarmente a esibirsi in tour con Poison, Ratt, FireHouse e Quiet Riot. Nel 2005 venne pubblicato Rocked, Wired & Bluesed: The Greatest Hits, una nuova raccolta in versione audio e DVD. La versione video è estremamente interessante e contiene tutti i video dei maggiori successi del gruppo più interviste e immagini live.

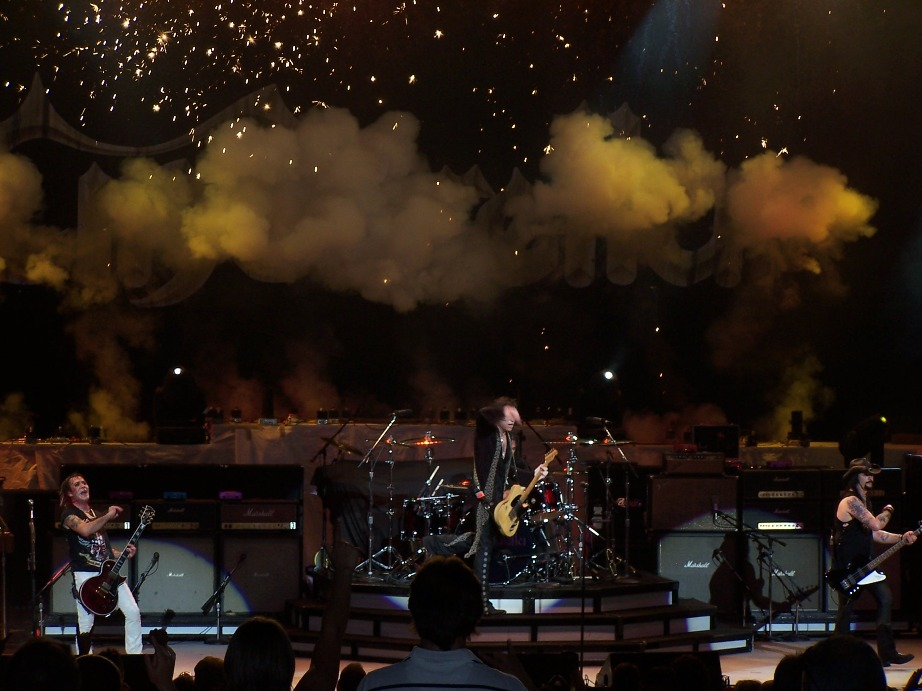
i Cinderella durante un concerto al PNC Bank Arts Center di Holmdel, NJ il 6 agosto 2006

Nel 2006 i Cinderella si imbarcarono in un nuovo tour con i Poison per celebrare contemporaneamente il 20º anniversario degli album Night Songs e Look What the Cat Dragged In. Si rivelò uno dei tour di maggior successo dell'anno negli Stati Uniti, con una media di 20.000 spettatori a concerto.
A pochi giorni dall'ufficializzazione del nuovo tour previsto per l'estate del 2008 con Warrant, Lynch Mob e Lynam, l'11 giugno il cantante Tom Keifer perse improvvisamente la voce a causa di una emorragia alla corda vocale sinistra, ciò comportò prima la posticipazione a data da destinarsi e successivamente il definitivo annullamento di tutti i concerti del tour.
Nel 2009 la band pubblicò l'album dal vivo Live at the Mohegan Sun, distribuito in Europa dall'etichetta italiana Frontiers Records.
I Cinderella ritornarono regolarmente ad esibirsi nel 2010, prendendo parte al Download Festival sul circuito di Donington Park in Inghilterra.
Nel 2012 la band intraprese un tour estivo negli Stati Uniti supportata Sebastian Bach, ex cantante degli Skid Row.
Nel 2013 Tom Keifer pubblica il suo primo album da solista, The Way Life Goes, le cui sonorità rimandano a quelle degli ultimi Cinderella di Heartbreak Station e Still Climbing.
Il 14 luglio del 2021 Jeff Labar viene trovato privo di vita nella sua abitazione.

## Formazione

### Formazione attuale
- Tom Keifer – voce, chitarra, pianoforte (1983-oggi)
- Eric Brittingham – basso (1983-oggi)
- Fred Coury – batteria (1986-1991, 1997-oggi)

### Ex componenti
- Jeff LaBar – chitarra (1985-2021)
- Michael Kelly Smith – chitarra (1983-1985)
- Tony Destra – batteria (1983-1985)
- Jim Drnec – batteria (1985-1986)
- Jody Cortez – batteria (1986)
- Kevin Valentine – batteria (1991-1994)
- Kenny Aronoff  – batteria (1994)
- Ray Brinker – batteria (1994-1995)

### Turnisti
- Rick Criniti – tastiere (1986-95)
- Gary Corbett – tastiere (2005-11)
- Paul Taylor – tastiere (2012)

## Discografia

### Album in studio
- 1986 - Night Songs
- 1988 - Long Cold Winter
- 1990 - Heartbreak Station
- 1994 - Still Climbing

### Album dal vivo
- 1991 - Live Train to Heartbreak Station
- 1999 - Live at the Key Club
- 2006 - Extended Versions
- 2009 - Live at the Mohegan Sun

### Raccolte
- 1997 - Once Upon A...
- 2005 - Rocked, Wired & Bluesed: The Greatest Hits

### Partecipazioni
- 1989 - Stairway to Heaven/Highway to Hell